# Virle Piemonte
Virle Piemonte (piemontesisch Virle) ist eine Gemeinde in der italienischen Metropolitanstadt Turin (TO), Region Piemont, etwa 25 Kilometer südwestlich von Turin gelegen.

## Lage und Einwohner
Virle Piemonte liegt knapp 30 km südwestlich von Turin. Das Gemeindegebiet umfasst eine Fläche von 14 km² und hat 1155 Einwohner (Stand 31. Dezember 2023). 
Die Nachbargemeinden sind Castagnole Piemonte, Osasio, Cercenasco, Vigone und Pancalieri.

## Geschichte
Der älteste urkundliche Nachweis stammt aus dem Jahr 1199 in der Form Virlis, wahrscheinlich Verkleinerungsform von Villae. Die Übersetzung des Ortsnamens ist daher „kleine ländliche Siedlungen“. Die Entdeckung archäologischer Funde in der Gegend zeugt von der Existenz eines bewohnten Zentrums seit der Römerzeit. Die ersten urkundlichen Belege über seine Existenz stammen jedoch aus dem frühen Jahr 1001, als es zum Besitz des Marquis von Susa Oderico Manfredi gehörte.
Im 12. Jahrhundert investierte Kaiser Federico Barbarossa das Lehen in die Hände der Markgrafen von Romagnano. Ab dem 14. Jahrhundert wurde es Teil der savoyischen Herrschaft und gelangte zunächst an die Familie Asinari und später an die Familie Piossasco.
Im 18. Jahrhundert, in der Friedenszeit nach dem Ende des Österreichischen Erbfolgekrieges, widmeten sich die örtlichen Verwalter der Verbesserung des Erscheinungsbildes der durch die Kriegsereignisse des vorigen Jahrhunderts zerstörten Stadt. Nach der Restauration folgte das Schicksal des savoyischen Staates. Zu den Zeugnissen des historisch-architektonischen Erbes zählen das antike Schloss von Romagnano, das als Privathaus genutzt wurde, und das Schloss Piossasco, erbaut im 18. Jahrhundert und voller Gemälde und Dekorationen von großer künstlerischer Bedeutung. Die Kirche San Paolo apostolo, die das älteste Sakralgebäude darstellt, und die Pfarrkirche San Siro aus dem 18. Jahrhundert zählen ebenso zu den Sehenswürdigkeiten.
Die Schutzpatronin des Ortes ist Sant’Anna. Jeweils am letzten Sonntag im Juli wird ihr zu Ehren das Patronatsfest veranstaltet.